# Rózsa Ignác
Rózsa Ignác, 1897-ig Róth (Apáca, 1876. december 10. – Budapest, 1960. augusztus 29.) író, pedagógus, Rózsa Marika izraeli színésznő, előadóművész apja.

## Élete
Róth Móric és Aschenberg Julianna fia. 1897-ben Budapesten tanítói, 1912-ben jogi doktori oklevelet nyert. Előbb a fővárosban tanító volt, majd felsőkereskedelmi iskolai tanár és igazgató a Magyarországi Tanácsköztársaság idején. A tanítókat átképző egyik tanfolyamnak – Székesfehérvárott – vezető előadója és az iskolai reformtervezet társadalmi ismeretek bizottságának vezetőjeként dolgozott. A proletárdiktatúra bukása után felfüggesztették állásából. 1921-ben Csehszlovákiában telepedett le. Visszatérése után korrepetálásból tartotta fenn magát. A második világháború után rehabilitálták, de korára való tekintettel nyugdíjazták.
Házastársa Hermann Antal és Mandelló Ilona lánya, Irén (1879–1910) volt, akit 1904. december 26-án Budapesten, az Erzsébetvárosban vett nőül. 1911. június 25-én Budapesten feleségül vette Friedrich Zelma tanítónőt. Harmadik felesége Kósa Ilona (1891–1977) volt, akivel 1946-ban kötött házasságot.
Temetésén Ábrahámsohn Manó főkántor gyászéneke után Benoschofsky Imre budapesti vezető-főrabbi méltatta az elhunyt életművét.
Sírja a Kozma utcai izraelita temetőben (1D-2-2) található.

## Főbb művei
- Az új iskola felé (tanügyi és tanügypolitikai tanulmányok, Budapest, 1912)
- Martinovics Ignác és társai (történelmi tanulmány, Lampel, Budapest, 1913)
- Hogyan neveljék a szabadkőművesek gyermekeiket? (Budapest, 1913)
- Útmutató a szocialista irodalomban (Forradalmi Könyvtár, Budapest, 1919)
- A szocializmus úttörői (Budapest, 1919)
- A szocializmus monológiája (Budapest, 1919)
- Akiba rabbi (elbeszélő költemény, Globus, Kassa, 1923)
- Áron öt könyve: egy szegény zsidó regénye (regény, I – V., Budapest, 1929–30)
- Szegény eladó lányok (regény, Budapest, 1932)
- Brunhuber tanár úr (Budapest, 1946)